# 昌艾達贊鎮區
昌艾達贊區（緬甸語發音：[tɕʰáɴ ʔé θà zàɴ mjo̰nɛ̀]）為緬甸曼德勒省马哈昂梅县的鎮區。2014年人口197,175人，區域面積12.14平方公里。昌艾達贊區北邊與昂梅達贊區和曼德勒皇宮為界；東邊與巴登枝鎮為界；南邊與馬哈昂梅區為界，西邊為伊洛瓦底江。昌艾達贊為曼德勒市主要商業區。該鎮區有許多大型的商場，澤久市場為其中之一，且有許多國際水準的飯店。

## 知名地標與景點
- 巴圖體育場（英语：Bahtoo Stadium）
- 曼德勒中央火車站（英语：Mandalay Central Railway Station）
- 曼德勒中心醫院（英语：Mandalay General Hospital）
- 曼德勒醫學大學（英语：University of Medicine, Mandalay）
- 亞達納邦市場（英语：Yadanabon Market）
- 澤久市場（英语：Zegyo Market）